# Ранньоімбрійська епоха

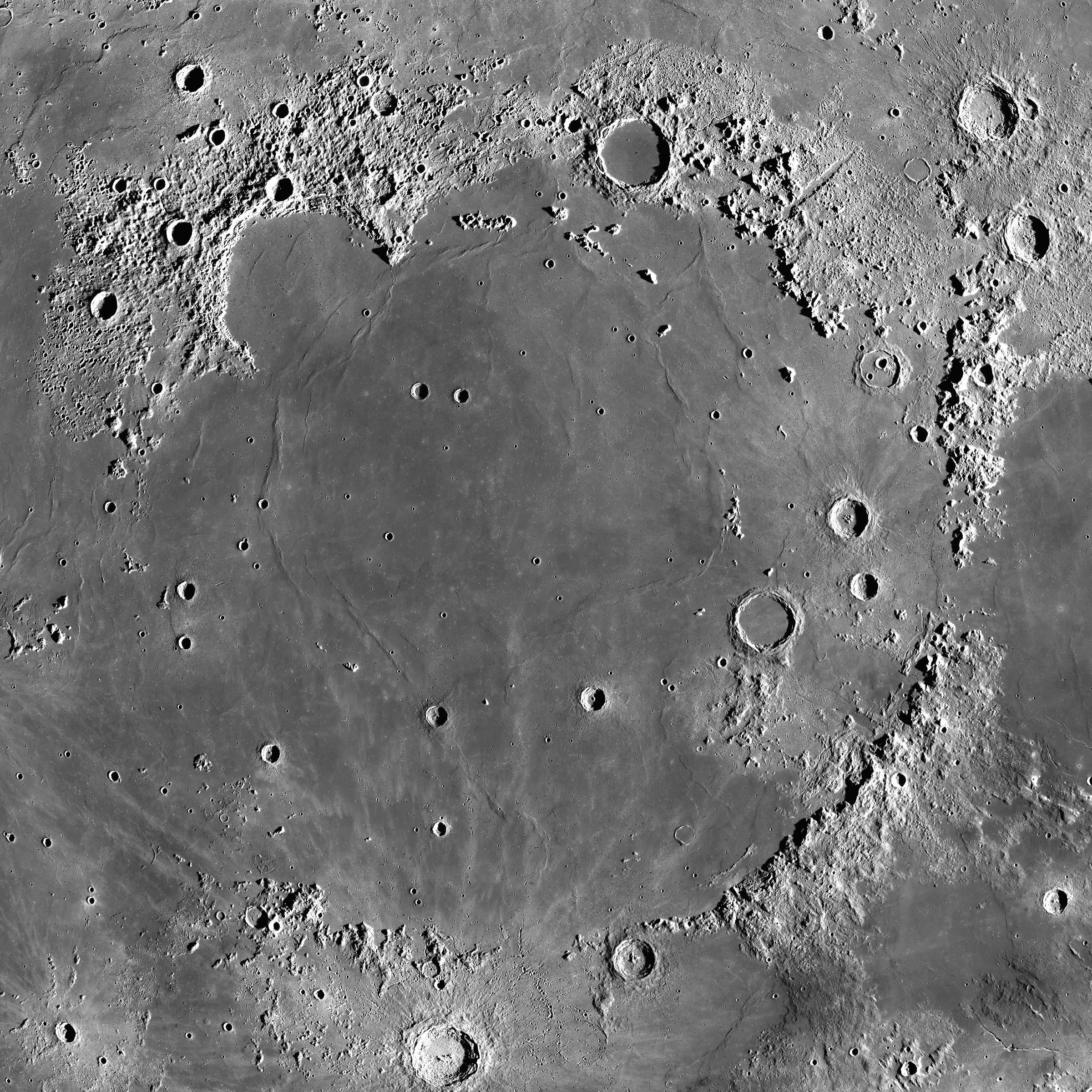
Басейн Моря Дощів, появою якого почалася ранньоімбрійська епоха (саме море утворилося пізніше)

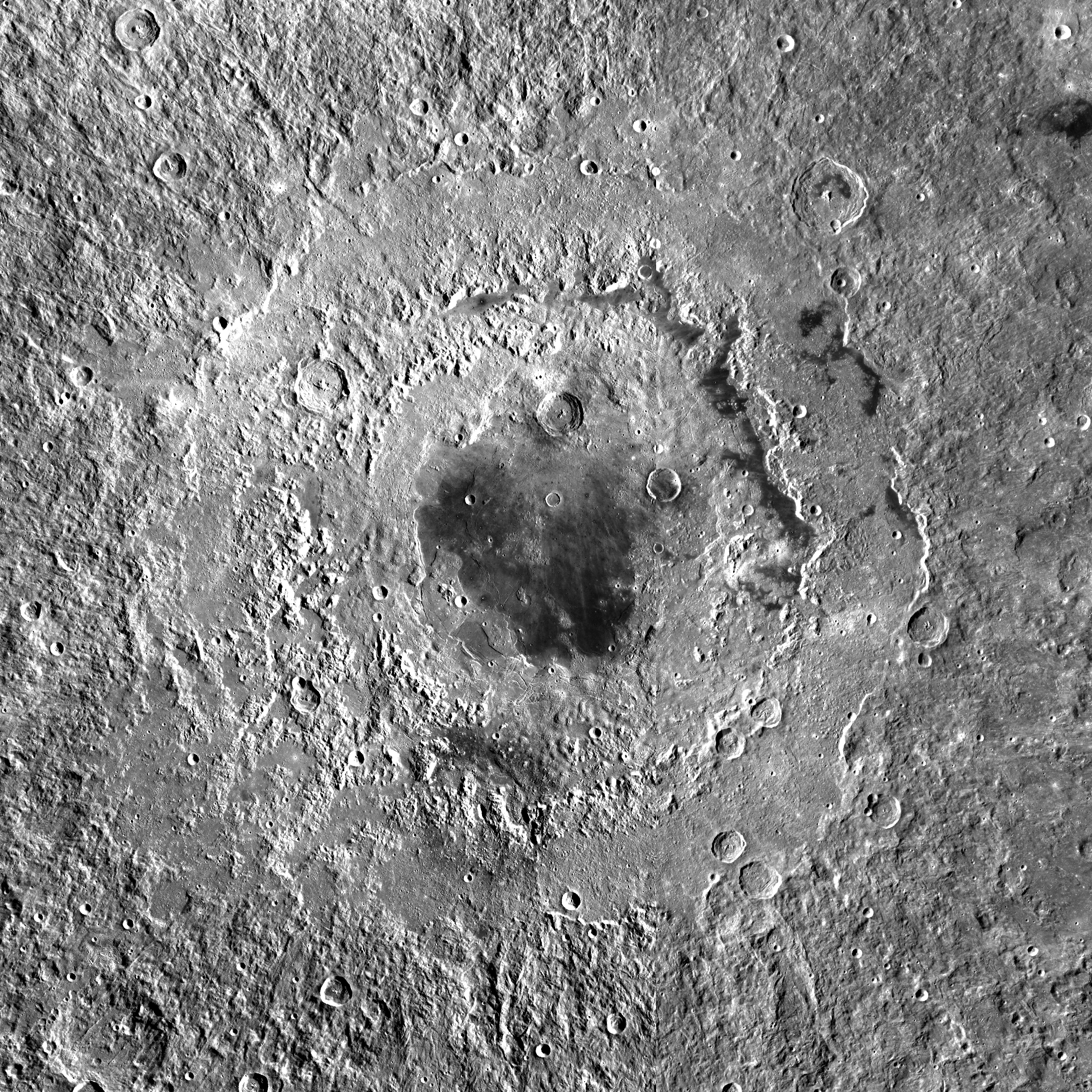
Басейн Моря Східного, викиди якого відмічають кінець ранньоімбрійської епохи

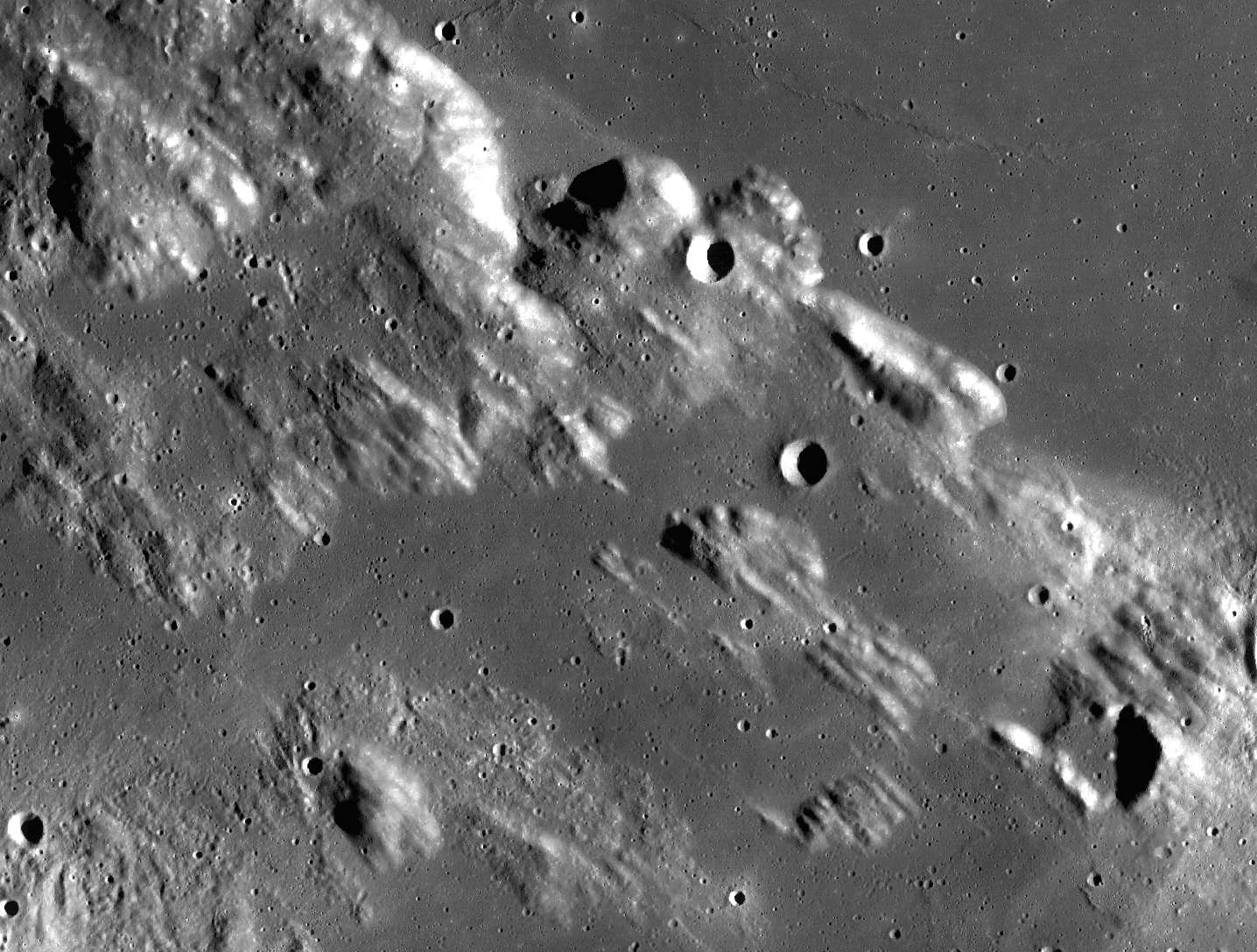
Характерні хребти, сформовані під впливом викидів басейну Моря Дощів («імбрійська скульптура»). Показана ділянка знаходиться в Гемських горах і має ширину 170 км; край басейну знаходиться ліворуч угорі на відстані 300 км.

Ранньоімбрійська епоха (від Mare Imbrium — латинської назви Моря Дощів) — епоха геологічної історії Місяця, перша частина імбрійського періоду. Настала після нектарського періоду, змінилася пізньоімбрійською епохою.
Межі цієї епохи проведено за появою двох наймолодших великих імпактних басейнів Місяця: вона почалася з утворення басейну Моря Дощів (3,87–3,75 млрд, за новішими даними — 3,938 ± 0,004 млрд років тому) і скінчилася утворенням басейну Моря Східного (3,80–3,72 млрд років тому). До ранньоімбрійської епохи відносять викиди обох цих басейнів. Таким чином, її початком є момент удару, що створив перший басейн, а кінцем — момент відкладення викидів другого басейну.
Поділ імбрійського періоду на ранньоімбрійську та пізньоімбрійську епоху ввів у широкий вжиток американський геолог Дональд Вільгельмс 1987 року, хоча іноді цей поділ використовували й раніше.

## Ідентифікація об'єктів ранньоімбрійського віку
Ранньоімбрійська епоха тривала недовго, і утворені в ній кратери важко відрізнити від нектарських та пізньоімбрійських. Найнадійніше про вік кратера свідчить перекриття його або його викидів з маркерами початку та кінця епохи — викидами басейнів Моря Дощів та Моря Східного. Якщо кратер утворився поверх викидів першого басейну і вкритий викидами другого, він є ранньоімбрійським. Але далеко не в усіх кратерів спостерігається перекриття хоча б з однією з цих систем викидів.
Вік кратера можна оцінити за ступенем його зруйнованості подальшими ударами. Якщо кратер виглядає замолодим для нектарського та частково залитий відносно старим морем, то, найімовірніше, він є ранньоімбрійським.
Важливий спосіб визначення віку деталей поверхні небесних тіл заснований на підрахунку кратерів, що накопичилися на цих деталях за час їх існування. Концентрація кратерів діаметром ≥1 км на ділянках ранньоімбрійського віку лежить у межах 22 000 — 48 000 шт/млн км2, а кратерів діаметром ≥20 км — у межах 18–33 шт/млн км2.

## Об'єкти, що утворилися протягом епохи
Викиди басейнів Моря Дощів та Моря Східного вкривають величезну площу (найбільшу серед усіх стратиграфічних орієнтирів Місяця). При падінні цих викидів утворилися численні хребти, западини й ланцюжки вторинних кратерів, що радіально розходяться від цих басейнів. У випадку басейну Моря Дощів, навколо якого ці форми рельєфу особливо масштабні й помітні, вони називаються імбрійською скульптурою (англ. Imbrium sculpture), а самі породи викидів — формацією Фра Мауро за назвою кратера, в околицях якого їх добре видно. Породи викидів басейну Моря Східного називаються формацією Гевелія. Разом породи ранньоімбрійської епохи називаються нижньоімбрійським відділом (англ. Lower Imbrian Series). Вони відносно добре представлені в зразках, доставлених на Землю.
Протягом цієї короткої епохи на Місяці з'явилося небагато примітних об'єктів, окрім згаданих басейнів. До того ж частину цих об'єктів приховали викиди басейну Моря Східного та лава, що інтенсивно вивергалася в наступній епосі. Ймовірно, ранньоімбрійський вік мають ще два басейни: Шредінгер і Комптон, розташовані на зворотному боці Місяця. Окрім того, до найбільших кратерів цієї епохи належать Петавій, Летронн (ймовірно), Арзахель (ймовірно), Макробій на видимому боці та Кілер, Ломоносов, Карпінський, Доплер, Дедал, Марконі на зворотному. Всього протягом цієї епохи утворилося близько 200 кратерів діаметром >30 км. Частота зіткнень, що давали такі кратери, в цій епосі складала близько 3900 штук на мільйон років — у 5 разів менше, ніж у попередньому періоді, але в 10 з гаком разів більше, ніж у наступній епосі.
Чи існують моря ранньоімбрійського віку, точно не відомо. Можливо, з тих часів зберігся базальтовий покрив деяких ділянок Океану Бур та Моря Хмар. Викиди басейну Моря Східного можуть приховувати й інші моря цієї епохи.
Можливо, протягом ранньоімбрійської епохи на Місяці відбувалася вулканічна активність і іншого типу — утворення невеликих куполів та рівнин з материкових порід у материковій місцевості.